# MVC-COV1901
MVC-COV1901 (chinesisch 高端新冠肺炎疫苗, Tongyong Pinyin Gāoduān xīnguàn fèiyán yìmiáo, W.-G. Kaotuan hsinkuan feiyen imiao) ist ein von der taiwanesischen Medigen Vaccine Bilogics Corporation (MVC), der US-amerikanischen Firma Dynavax und dem US-amerikanischen National Institutes of Health (NIH) entwickelter Protein-Untereinheitenimpfstoff gegen SARS-CoV-2 und gehört zu den COVID-19-Impfstoffen.

## Eigenschaften
Der Impfstoff basiert auf dem trimeren und präfusionsstabilisierten (2P-Variante) rekombinanten Spikeprotein, das von der NIH entwickelt wurde. MVC-COV1901 wird mittels CpG 1018 von Dynavax adjuvantiert. Dieses kommt auch beim zugelassenen Hepatitis-B-Impfstoff Heplisav B sowie bei VLA2001 zum Einsatz.

## Klinische Studien
Am 16. Februar 2020 unterzeichnete MVC eine Kooperationsvereinbarung mit dem NIH für die Entwicklung von COVID-19-Impfstoffen. Am 23. Juli 2020 gab MVC die Zusammenarbeit mit Dynavax Technologies zur Entwicklung eines COVID-19-Impfstoffs bekannt.
Am 13. Oktober 2020 erhielt MVC von er taiwanesischen Regierung Zuschüsse für Phase 1 der klinischen Prüfungen. Diese fanden am National Taiwan University Hospital statt. Die multizentrische, randomisierte, placebokontrollierte Phase 2-Studie umfasste 3844 Probanden ab 20 Jahren.
Am 20. Juli 2021 reichte MVC bei der Regulierungsbehörde von Paraguay einen IND-Antrag für eine klinische Phase-3-Studie ein, der später genehmigt wurde. Die klinische Phase-3-Studie unterschied sich jedoch von regulären klinischen Phase-3-Studien, die eine Immunüberbrückungsstudie verwendet (Immunobridging), um die Wirksamkeit des MVC-COV1901-Impfstoffes mit der von AZD1222 zu vergleichen. Die Entscheidung war umstritten, da Immunobridging nicht so akzeptiert ist wie klassische Studien.

## Zulassung
| Staat      | Zulassung        | Quellen |
| ---------- | ---------------- | ------- |
| Taiwan     | 19. Juli 2021    | [ 9 ]   |
| Somaliland | Dezember 2021    | [ 10 ]  |
| Paraguay   | 14. Februar 2022 | [ 11 ]  |

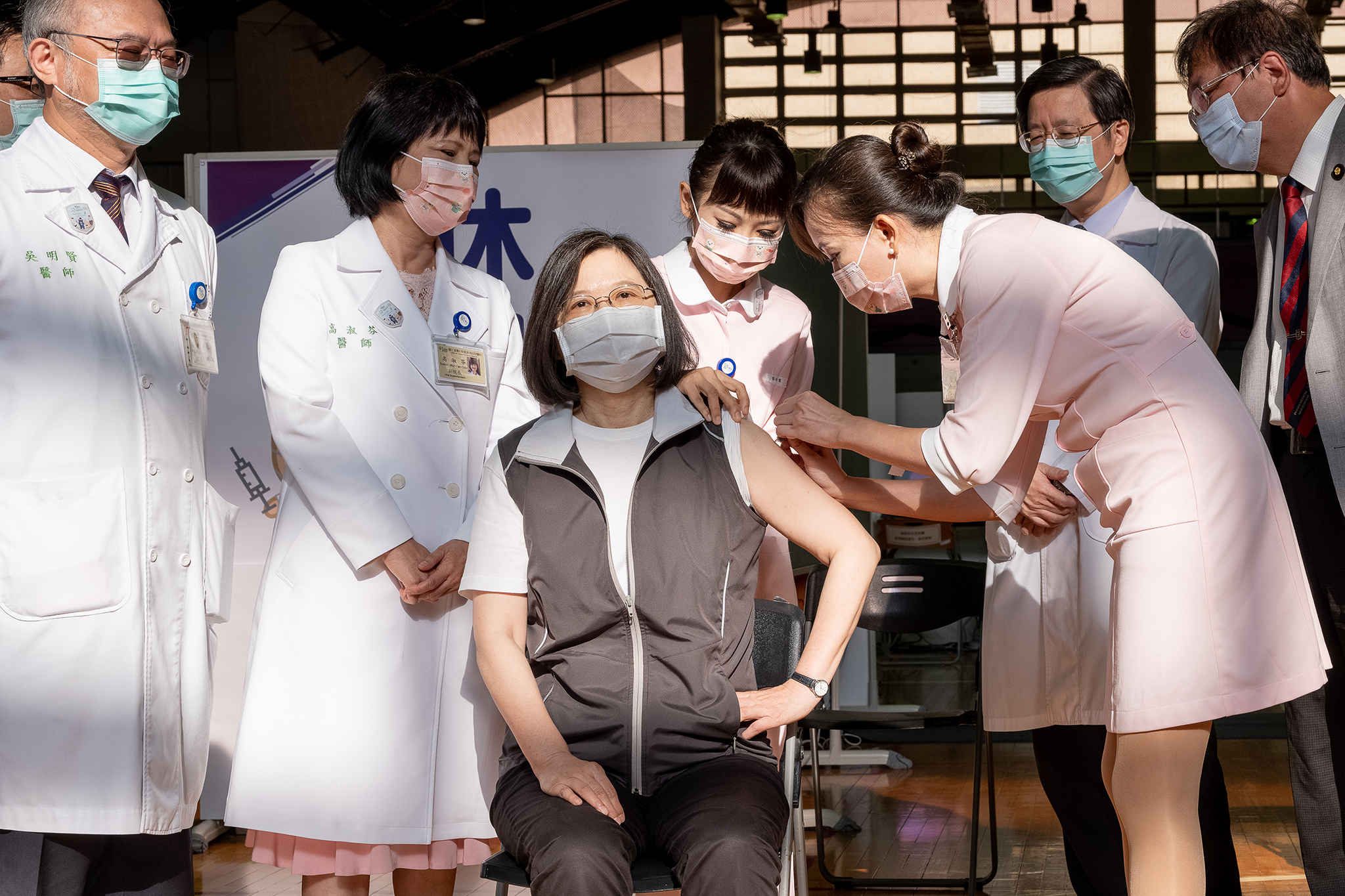
Tsai Ing-wen, Präsidentin Taiwans, bekommt eine Impfdosis verabreicht (2021).

Am 19. Juli 2021 erhielt MVC-COV1901 von der taiwanesischen Regierung eine Notfallzulassung. Diese wurde jedoch aufgrund des Fehlens von Wirksamkeitsdaten und einer klinischen Phase-3-Studie kontrovers diskutiert. Am 23. August 2021 gehörte Präsidentin Tsai Ing-wen zu den ersten Taiwanesen, die eine Dosis des Impfstoffs erhielten.
Am 14. Februar 2022 wurde eine Notfallzulassung in Paraguay erteilt.